# 阿雷乌阿斯族
阿雷乌阿斯族（英語：Aleuadae），色萨利的主要贵族家族之一。该家族的要人为索拉克斯（Throax），他于公元前480年支持波斯。公元前404年后，阿雷乌阿斯族与斐拉埃的僭主发生冲突，招致马其顿的介入。公元前342年，腓力二世吞并色萨利后，把其分为四个总督辖区（tetrarchies）。